# Caterina Pàvlovna de Rússia
La Gran Duquessa Caterina Pàvlovna de Rússia rus: Екатерина Павловна Iekaterina Pàvlovna (10 de maig de 1788 - 9 de gener de 1819), més tard Reina Caterina de Württemberg, era la quarta filla del Tsar Pau I de Rússia i la princesa Sofia Dorotea de Württemberg. El primer marit de Caterina Pàvlovna (1809-1812) fou Jordi d'Oldenburg; el segon (1816-1819), el rei Guillem I de Württemberg.

## Biografia
Va néixer el 21 de maig de 1788 (calendari gregorià) a Tsàrskoie Seló, la residència estival de l'emperadriu Caterina II. L'endemà, l'emperadriu va informar a Grigori Potiomkin en els següents termes: "Benvolgut amic, príncep Grigori Aleksàndrovitx! Ahir, la Gran Duquessa va donar a llum a una filla, que va rebre el nom de Caterina en honor meu".
El part fou difícil, com es dedueix de la carta de Caterina II: "... ahir la vida de la mare penjava literalment d'un fil. Tan bon punt em vaig adonar del perill, vaig ordenar immediatament al metge que prengués totes les mesures necessàries, i ara el marit i l'esposa m'ho han agraït". L'anunci oficial del naixement de la Gran Duquessa va ser publicat al diari Sankt-Peterbúrgskie Védomosti el 16 de maig de 1788:
| « | El 10 de maig, cap a les quatre de la tarda, sa Altesa Imperial, la pietosa Gran Duquessa Maria Fiódorovna va ser alliberada de càrregues per una noia a la qual li va donar el nom de Caterina. A la nit del mateix dia (hora local), en commemoració d'un esdeveniment tan alegre, es van disparar salves a ambdues fortaleses. El segon i tercer dia, es va oferir un servei d'acció de gràcies. | » |

Quan era una adolescent, Caterina anava a casar-se amb Mikhaïl Petróvitx Dolgorukov. Segons els seu parent, V.P. Tolstoi, el príncep Dolgorukov estava enamorat de la gran duquessa Caterina Pàvlovna, i ella li corresponia. L'emperador Alexandre va consentir el matrimoni i va escriure a la mare de Dolgoruki.
Però el príncep va morir durant la guerra russo-sueca. Més tard, Caterina es va veure fascinada per Bagration.
Per les cartes d'Elisabet Alekséievna mare, Margravina de Baden, l'alta societat va tenir notícies sobre el romanç de Caterina Pàvlovna i Bagration, que durant dos estius consecutius fou comandant a Pavlovsk.
Entre els amants hi havia una correspondència íntima. Aquestes cartes, d'acord amb Caterina Pàvlovna, podien "representar un greu compromís si queien en mans equivocades." Ell sempre portava a sobre el seu retrat.
El conegut príncep A. B Kurakin, que coneixia bé Caterina Pàvlovna, la va descriure així: "Ella té una ment i esperit corresponent a la seva família, té força de voluntat, no està creada per a un cercle tancat, la timidesa no és completament característica d'ella, el coratge i la perfecció amb què camina, poden despertar l'enveja, fins i tot en els homes".
Al Congrés d'Erfurt, Talleyrand va oferir al seu germà, l'emperador Alexandre I, el matrimoni amb Napoleó, per tal de consolidar l'aliança de Rússia amb França, però l'oferta va ser rebutjada, en gran part, a instàncies de la Gran Duquessa i la seva mare.

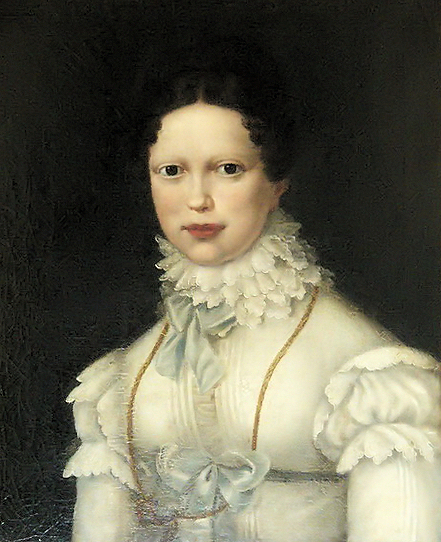
Caterina Pàvlovna

El 1809, Caterina es va casar amb el seu cosí (les seves mares eren germanes) el príncep Jordi d'Oldenburg i es va establir amb ell a Tver, on Jordi havia estat nomenat governador general. Caterina va viure una esplèndida vida cortesana, entretinguda amb balls, grans sopars i esdeveniments similars, seguint e patró de la cort imperial, per crear "un petit Sant Petersburg" a Tver. La parella va ser ràpidament beneïda amb dos fills: Pere Jordi (1810) i Piotr Gueórguievitx Oldenburg (n.1812)
Aquí, al palau de Caterina Pàvlovna, Nikolai Karamzín llegia a l'emperador Alexandre fragments de la seva història. A proposta de Caterina, l'historiador va compondre la seva famosa nota "Sobre l'antiga i la nova Russia", que la Gran Duquessa va lliurar a l'Emperador; els seus propis esforços més tard van eliminar el refredament de l'emperador envers Karamzín, causat per aquesta nota. A Tver, Kiprenski es va acostar a Caterina i fins i tot es va enamorar d'ella, mentre ensenyava pintura.
En 1812, Caterina va donar suport al suggeriment de convocar una milícia nacional i va formar un regiment especial de caçadors que va participar en moltes de les grans batalles de l'època. El 15 de desembre del 1812 Caterina va perdre el seu marit. Després de la mort del seu marit, Caterina va passar la major part dels següents anys amb els seus germans, especialment el seu germà gran, el tsar, amb qui va tenir una relació molt estreta. Durant els anys 1813-1815, va viatjar a Anglaterra amb el seu germà, el tsar Alexandre I, per reunir-se amb el Príncep Regent. Va estar de nou amb el seu germà durant el Congrés de Viena el 1815. No va tenir influència en els seus actes polítics durant aquests viatges. També va promoure el matrimoni entre la seva germana menor Anna i el Príncep d'Orange, posteriorment rei Guillem II dels Països Baixos, durant aquesta època.
A Anglaterra, Caterina es va trobar amb el príncep hereu Guillem de Württemberg. Va ser un amor a primera vista per a la parella. No obstant això, Guillem estava casat amb la princesa Carolina Augusta de Baviera; va prendre la dràstica mesura de divorciar-s'hi. El rerefons d'aquest gir dels esdeveniments és que Guillem i Carolina Augusta s'havien casat precipitadament per evitar un matrimoni polític ideat per Napoleó. Mai no s'havien allitat entre ells, i tots dos van afirmar, en el moment de sol·licitar una nul·litat, que el seu matrimoni no s'havia consumat mai. L'anul·lació va ser degudament concedida pel papat per motius de no consumació. Poc després (en 1816), Carolina Augusta de Baviera es va casar amb Francesc I d'Àustria i es va convertir en Emperadriu Consort.
Molt a principis de l'any 1816, Caterina ja estava casada amb el recentment divorciat Guillem. Les noces es van celebrar a Sant Petersburg. La parella va ser immediatament beneïda amb una filla, Maria Frederica Carlota, que va néixer el 30 d'octubre de 1816, casualment el dia que el sogre de Cateria, Frederic I de Württemberg, moria. El dia, doncs, va marcar l'ascens al tron del seu marit com a rei, i Caterina, ara reina Caterina de Württemberg, es va dedicar a fer obres de caritat a la seva pàtria adoptiva. Va establir nombroses institucions de beneficència pública. Va donar suport a l'educació elemental i va organitzar una fundació solidària durant la fam de 1816. En 1818 va donar a llum a una altra filla, Sofia Frederica Matilde, que es casaria amb el nebot de Caterina, Guillem III d'Orange, i esdevindria Reina dels Països Baixos.

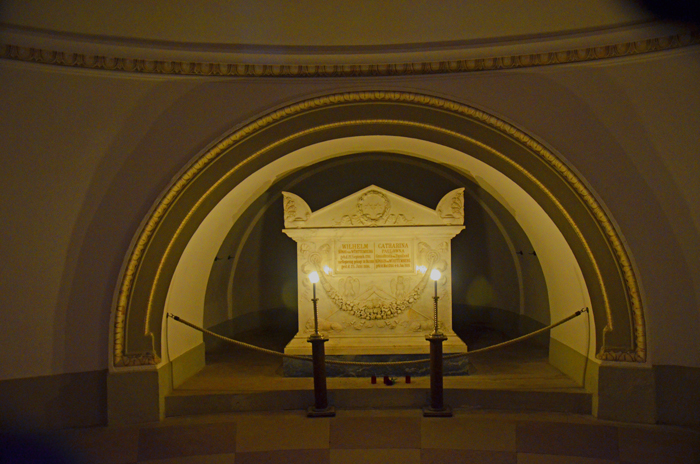
Sarcòfag amb les cendres de Caterina i el Rei Guillem

El gener de 1819, sis mesos després del naixement del seu fill més jove, Caterina va morir a Stuttgart d'erisipela complicada per una pneumònia. Tenia només trenta anys i va deixar quatre fills, dispersos per dues famílies diferents, el més gran de quals tenia amb prou feines vuit anys. Després de la seva mort, el seu marit supervivent va construir el Mausoleu de Württemberg a Rotenberg (Stuttgart)|Rotenberg], Stuttgart, dedicat a la seva memòria. Guillem es va casar de nou; la seva pròxima esposa era la seva cosina primera, la  princesa Paulina de Württemberg.